# کامارینه شمالی
کامارینه شمالی یا کامارینس نورته (Camarines Norte) یکی از استان‌های کشور فیلیپین است. این استان در مرکز این کشور قرار گرفته است و بخشی از جزایر لوزون به شمار می‌رود.
مرکز این استان شهر دائت است. جمعیت آن بیش از چهارصد و پنجاه هزار نفر است. مساحت این استان دو هزار و صد کیلومتر مربع است .